# Usina del Gasómetro
La Usina del Gasómetro (en portugués Usina do Gasômetro) es una antigua usina de generación de energía que se encuentra en la ciudad brasileña de Porto Alegre, capital del estado de Río Grande del Sur. A pesar de su nombre, la usina funcionaba a carbón, siendo la palabra gasómetro una simple referencia a la ubicación de la fábrica, en un área conocida como Volta do Gasômetro, que a su vez había tomado su nombre de una fábrica cercana: la Usina de Gas.
El edificio de la central termoeléctrica fue inaugurado el 11 de noviembre de 1928 para funcionar como sede de la Companhia Brasil de Força Elétrica, subsidiaria de la Electric, Bond & Share Co., empresa estadounidense que estuvo a cargo del servicio de electricidad y de transporte eléctrico de Porto Alegre hasta 1954. Funcionó como generadora de energía hasta 1974, año en que fue desactivada.
Es un punto tradicional para ver el ocaso, a orillas del río Guaíba. En la actualidad, la Usina del Gasómetro es un gran centro cultural y funciona como sede de diversas manifestaciones artísticas tales como teatro, danza y pintura, entre otras.